# Мартіньш Яковлєвс
Мартіньш Яковлєвс (латис. Jakovļevs Mārtiņš; народився 4 травня 1991, Єкабпілс, Латвія) — латвійський професіональний хокеїст. Амплуа — захисник (лівий хват ключки), виступає в ризькому Динамо-Юніорс, виступав у складі молодіжної збірної Латвії (U-20).

## Коротка ігрова кар'єра
Мартіньш Яковлєвс — молодий латвійський хокеїст, розпочав свою ігрову кар'єру в містечку Єкабпілс в місцевій юнацькій команді,  а згодом переїхав до Лієпаї і взяв участь в іграх латвійської ліги. Саме в час латвійського «хокейного буму» (після проведеного в Ризі хокейного чемпіонату світу 2006 року), коли було створено кілька напівпрофесійних клубів й повноцінно заявила про себе хокейна ліга Латвії, тоді й заявили про себе молоді вихованці латвійського хокею. Молодий перспективний захисник юнацької збірної Латвії провів свій перший сезон в юнацькому складі команди Металургс (Лієпая) (Metalurgs Liepaja).
А наступний сезон 2007/2008 Мартіньш провів уже як повноцінний гравець ризької команди SK Riga 18 де зарекомендував себе з найкращої сторони. А от в 2008/2009 року він уже зіграв за команду SK LSPA/Riga. А вже в сезоні 2009/2010, внаслідок чергової реорганізації в латвійському клубному хокеї, перспективного гравця молодіжної збірної Латвії(U20) Мартіньша Яковлєвса було запрошено до фарм-клубу «Динамо-Риги» — «Динамо-Юніорс» (Рига) в тій такі Екстралізі Білорусі.
| Мартіньш Яковлєвс | Мартіньш Яковлєвс           | Мартіньш Яковлєвс | Мартіньш Яковлєвс | Мартіньш Яковлєвс | Мартіньш Яковлєвс |      |                |
| Сезон             | Команда                     | Ліга              | Ігри              | Голи              | Передачі          | Очки | Хвил. вилучень |
| ----------------- | --------------------------- | ----------------- | ----------------- | ----------------- | ----------------- | ---- | -------------- |
| 2006/2007         | Metalurgs Liepaja U18       | Латвія U18        | ???               | 2                 | 11                | 13   | 34             |
| 2007/2008         | SK Riga 18                  | Латвія            | 26                | 5                 | 13                | 178  | 32             |
| 2008/2009         | SK LSPA/Riga                | Латвія            | 28                | 1                 | 0                 | 1    | 14             |
| 2009/20010        | Динамо-Юніорс і Динамо-Рига | Екстраліга        | 39                | 2                 | 5                 | 7    | 20             |